# Junius Richard Jayawardene
Junius Richard Jayewardene (cingales: ජුනියස් රිචඩ් ජයවර්ධන,Tamil: ஜூனியஸ் ரிச்சட் ஜயவர்தனா; 17 de setembro de 1906, Colombo – 1 de novembro de 1996, Colombo), comumente abreviado no Sri Lanka como J.R., foi um advogado, funcionário público e estadista do Sri Lanka que serviu como primeiro-ministro do Sri Lanka de 1977 a 1978 e como o segundo presidente do Sri Lanka de 1978 a 1989. Ele foi um líder do movimento nacionalista no Ceilão (atual Sri Lanka) que serviu em vários cargos de gabinete nas décadas que se seguiram à independência. Membro de longa data do Partido Nacional Unido, conduziu-o a uma vitória esmagadora em 1977 e serviu como primeiro-ministro durante meio ano antes de se tornar o primeiro presidente executivo do país ao abrigo de uma Constituição alterada.
Uma figura controversa na história do Sri Lanka, embora o sistema econômico aberto que ele introduziu em 1978 tenha tirado o país da turbulência econômica que o Sri Lanka enfrentava como resultado das políticas econômicas fechadas anteriores, as ações de Jayawardene, incluindo a sua resposta ao Julho Negro, foram acusadas de contribuírem para o início da Guerra Civil do Sri Lanka.
Também possui um grande papel na guerra civil do Sri Lanka, lutando durante seu governo contra a organização separatista chamada de Tigres de Tamil.